# Planalto Challenger

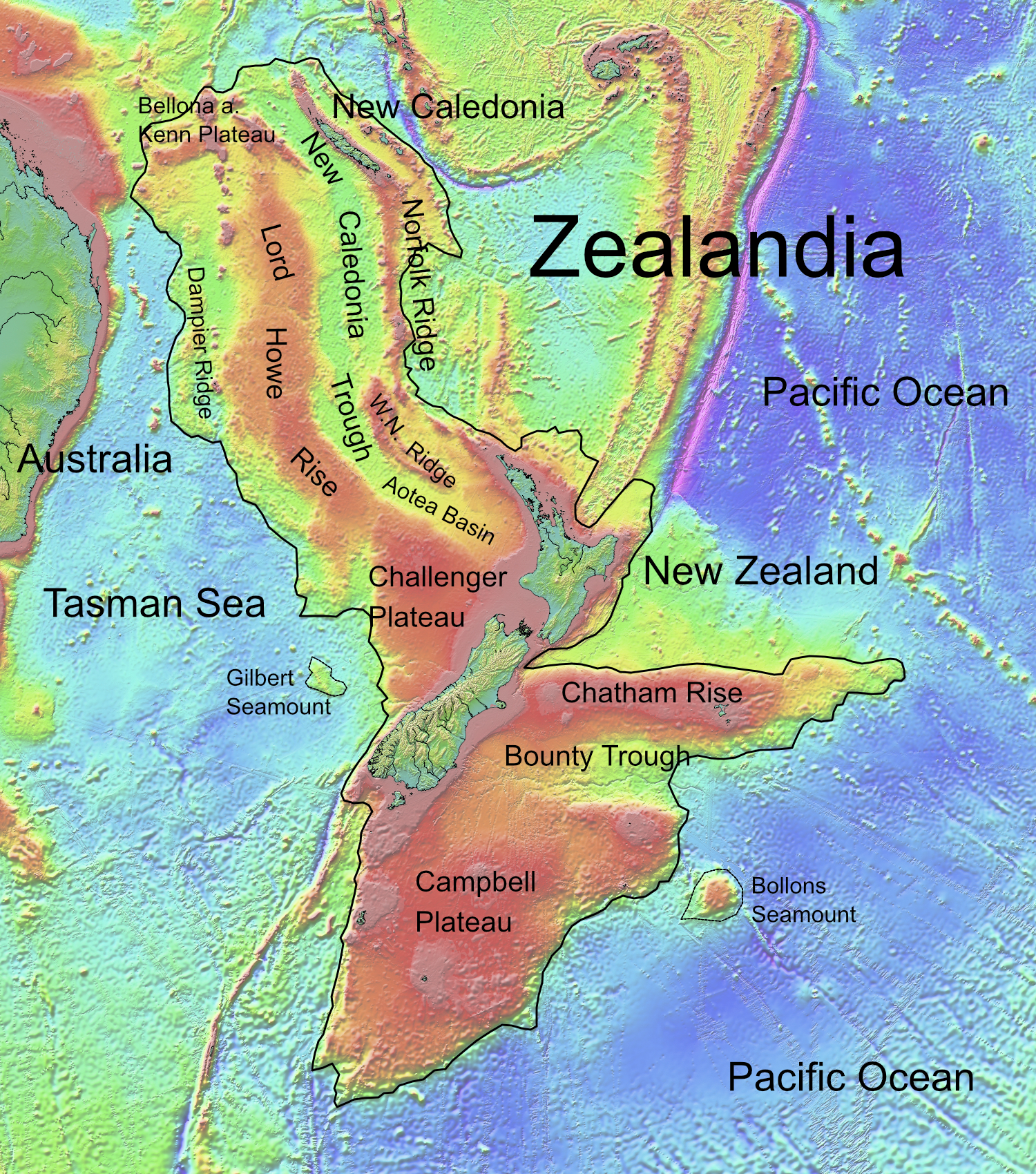
Mapa topográfico da Zelândia mostrando o Planalto Challenger

O Planalto Challenger é um extenso planalto submarino localizado a oeste da Nova Zelândia e ao sul da Elevação de Lord Howe [en]. Possui um diâmetro aproximado de 500 km e uma área de cerca de 280 000 km2. A profundidade da água sobre o planalto varia entre 500 m e 1 500 m, sendo coberto por até 3 500 m de rochas sedimentares que datam do Cretáceo Superior até a era recente. O planalto teve origem na fragmentação do supercontinente Gondwana e é uma das cinco principais partes submersas da Zelândia, um continente amplamente submerso.